# Migliori prestazioni europee nel lancio del martello
La lista delle migliori prestazioni europee nel lancio del martello, aggiornata periodicamente dalla World Athletics, raccoglie i migliori risultati di tutti i tempi degli atleti europei nella specialità del lancio del martello.

## Maschili
Statistiche aggiornate al 10 giugno 2022.
|     | Misura  | Atleta              | Luogo           | Data              |
| --- | ------- | ------------------- | --------------- | ----------------- |
| 1.  | 86,74 m | Jurij Sedych        | Stoccarda       | 30 agosto 1986    |
| 2.  | 86,04 m | Sergej Litvinov     | Dresda          | 3 luglio 1986     |
| 3.  | 84,90 m | Vadzim Dzevjatoŭski | Minsk           | 21 luglio 2005    |
| 4.  | 84,62 m | Ihar Astapkovič     | Siviglia        | 6 giugno 1992     |
| 5.  | 84,51 m | Ivan Cichan         | Hrodna          | 9 luglio 2008     |
| 6.  | 84,48 m | Igor' Nikulin       | Losanna         | 12 luglio 1990    |
| 7.  | 84,40 m | Jüri Tamm           | Banská Bystrica | 9 settembre 1984  |
| 8.  | 84,19 m | Adrián Annus        | Szombathely     | 10 agosto 2003    |
| 9.  | 83,93 m | Paweł Fajdek        | Stettino        | 9 agosto 2015     |
| 10. | 83,68 m | Tibor Gécsek        | Zalaegerszeg    | 19 settembre 1998 |

## Femminili

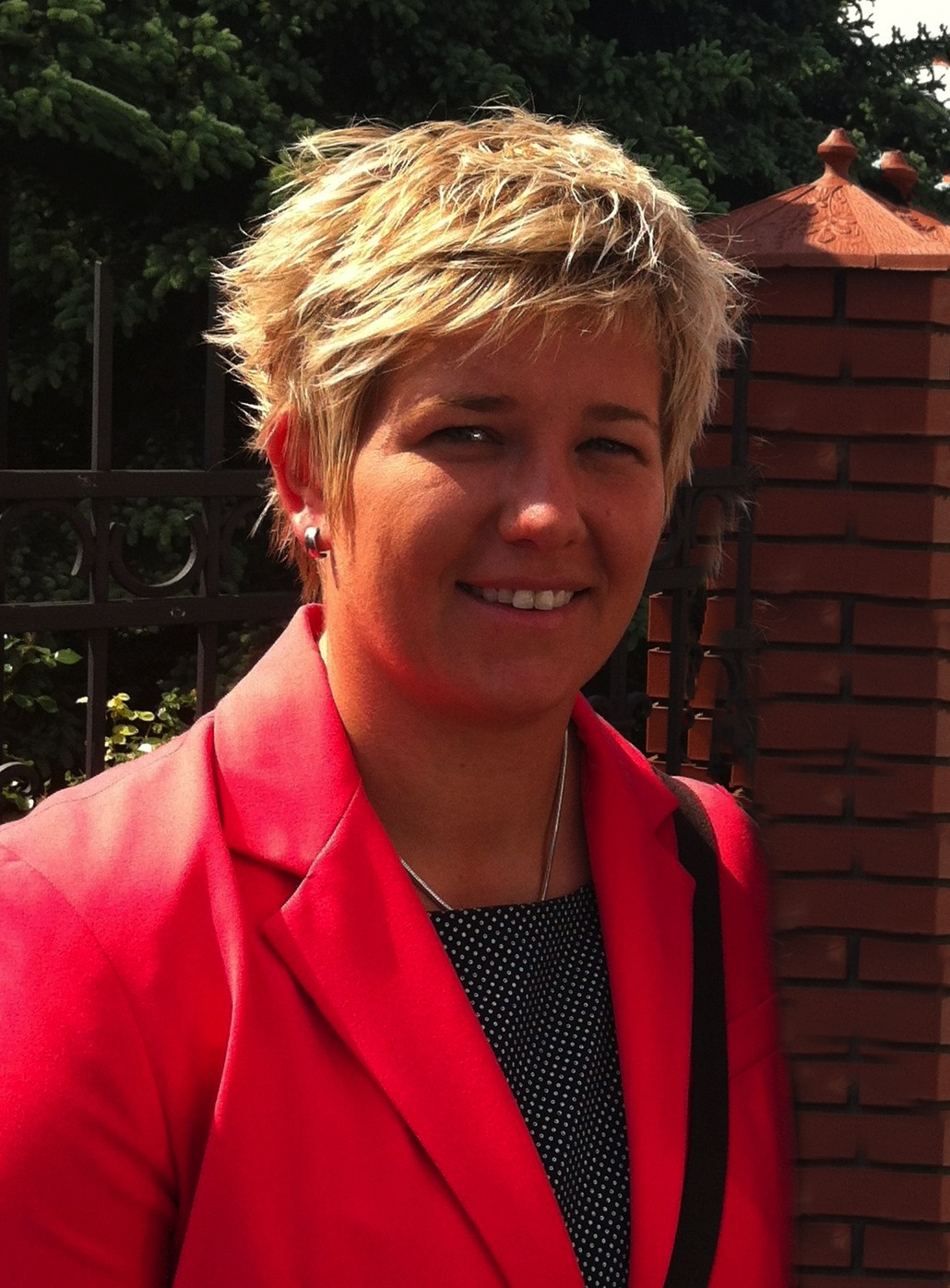
Anita Włodarczyk, primatista europea e mondiale del lancio del martello

Statistiche aggiornate al 10 giugno 2022.
|     | Misura  | Atleta              | Luogo     | Data           |
| --- | ------- | ------------------- | --------- | -------------- |
| 1.  | 82,98 m | Anita Włodarczyk    | Varsavia  | 28 agosto 2016 |
| 2.  | 79,42 m | Betty Heidler       | Halle     | 21 maggio 2011 |
| 3.  | 78,51 m | Tat'jana Lysenko    | Čeboksary | 5 luglio 2012  |
| 4.  | 77,32 m | Aksana Mjan'kova    | Minsk     | 29 giugno 2008 |
| 5.  | 77,26 m | Gul'fija Chanafeeva | Tula      | 12 giugno 2006 |
| 6.  | 77,13 m | Oksana Kondratyeva  | Žukovskij | 30 giugno 2013 |
| 7.  | 76,90 m | Martina Hrašnová    | Trnava    | 16 maggio 2009 |
| 8.  | 76,85 m | Malwina Kopron      | Taipei    | 26 agosto 2017 |
| 9.  | 76,83 m | Kamila Skolimowska  | Doha      | 11 maggio 2007 |
| 10. | 76,72 m | Mariya Bespalova    | Žukovskij | 23 giugno 2012 |